# Aniakchak National Monument and Preserve
Het Aniakchak National Monument and Preserve is een federaal beschermd natuurgebied in de Amerikaanse staat Alaska. Het is zowel een nationaal monument als een national preserve. Het 243.335 hectare grote park omvat de omgeving van de vulkaan Aniakchak in het Aleoetengebergte van Zuidwest-Alaska. Het nationaal monument-gedeelte is zo'n 55.500 ha groot en bestaat sinds 1 december 1978, terwijl het reservaat - waar meer exploitatie is toegelaten - op 2 december 1980 tot stand kwam en ongeveer 188.000 ha groot is.
Aniakchak is veruit het minst bezochte gebied in het Amerikaanse National Park System, omdat het park zo moeilijk te bereiken is. In 2012 bezochten slechts tien mensen het park met recreatieve doeleinden. Bezoekers bereiken het park doorgaans met het vliegtuig, door op Surprise Lake - in de vulkaancaldera - te landen. Het zware weer maakt dat wel vaak moeilijk en gevaarlijk.